# توری آلیکو
توری آلیکو (به لاتین: Türi-Alliku) یک روستا در استونی است که در شهرستان یروا واقع شده‌است.